# 生命系统理论
生命系统理论是关于所有生命系统的存在及其结构、交互、行为和发展的一般理论。这项工作是由James Grier Miller开创，其目的是使生命概念形成固定的体系。据Miller在他的代表作《生命系统》中所阐述的原始构想，一个“生命系统”必须包含20个“关键子系统”中的每一个。这些子系统由它们的功能所定义，并且在无数的系统中可见，从简单的细胞到有机体、国家以及社会。在《生命系统》中，Miller按照大小顺序详细研究了许多系统，并且在每一个当中确定其子系统。

## 生命系统
Miller把生命系统视为所有系统的一个子集。在生命系统层级之下，他定义了空间和时间、物质和能量、信息和熵、组织的层次以及物理和概念的因素，在生命系统之上，定义了生态系统、行星系统以及太阳系、星系，等等。
Parent（1996）将生命系统定义为“开放的自组织系统，具有生命特性，并且能够与其环境互动。这通过信息和物质-能量交换来实现。生命系统可以像一个单细胞那样简单，或者像一个超国家组织那样复杂，例如欧盟。不理会他们的复杂性，为了能够生存和超出一代之外继续其物种或类型的繁衍，他们都依赖于相同的20个基本子系统（或过程）。”
Miller说，系统存在于8个“嵌套”的等级层次上：细胞、器官、有机体、群体、组织、社区、社会以及超国家体系。在每个层面，一个系统往往包含20个关键子系统，它们处理物质/能量或信息。然而，前两个子系统既处理物质/能量也处理信息：再生器和边界。
物质/能量处理器：
- 摄食器、分配器、转换器、制造者、存储、排泄器、动力、支撑

信息处理器：
- 输入传感器、内部传感器、通道和网络、计时器（后来加上）、解码器、联结器、记忆、决策器、编码器、输出传感器。

## Miller的生命系统理论
1978年，James Grier Miller撰写了一本1102页的书来展现他的生命系统理论。通过集中研究具体的系统——在物理时空上的物质-能量堆，他创建了关于生命系统的一般原理。这些物质-能量堆非随机地累积在一起，组织成相互作用、相互关联的子系统或组成部分。十几年之后，他稍微修改了最初的模型，并且在这种复杂的结构中区分了8个“嵌套”的等级层次。每个级别是“嵌套的”，在这个意义上，每个更高的层次以一种嵌套方式包含下一个更低的层次。
他的中心论点是，存在于所有8个级别的系统是开放系统，它们是由20个关键子系统组成。这些子系统处理各种形式的物质/能量和信息的输入、吞吐量以及输出。其中两个——再生器和边界——同时处理物质/能量和信息，还有8个只处理物质/能量，其他10个只处理信息。
万物是一个连续体。生命无穷无尽的复杂性组织成模式，它们在系统的每一层次上重复自己——主题和变化。对科学来说，这些相似和差异是完全重要的事情。从不断的原生质流到多方向的超国家系统活动，当生命系统保持高度有组织的稳定状态时，其内部从头到尾存在着连续流。
Seppänen（1998）说，Miller将一般系统论广泛应用于描述生命系统的所有方面。

## 与生命系统理论有关的主题
Miller的理论假定，一个系统其组成部分之间的相互关联跨层次地延伸。例如：一个生命系统的细胞和组织，依靠有机体从它的超系统中获取的食物而茁壮成长；一个超国家系统的会员国从公共活动到每个国家的贡献之中持续地收获利益。Miller说，他的折中理论“与过去很多学科的发现联系在一起，并且提供了一个符合新调研结果的概述”。
Miller说，空间、时间、物质、能量和信息的概念对于他的理论来说是至关重要的，因为生命系统存在于空间中，并且是由物质和能量通过信息的组织而构成。Miller的生命系统理论采用了两种空间：物理或地理空间，以及概念或抽象的空间。时间是物理时空连续体/螺旋体基本的“第四维”。物质是有质量并且占有物理空间的任何东西。物质和能量是等效的，因为一个可以转换成另一个。信息是指自由度，这个自由存在于从需要传输的信号、符号、讯息或图案之中做出选择的特定情况下。

### 引用
1. ↑  Seppänen, 1998, p. 198
2. ↑  Elaine Parent, The Living Systems Theory of James Grier Miller （页面存档备份，存于）, Primer project ISSS, 1996.
3. ↑  (Miller, 1978, p. 1025)
4. ↑  Seppänen 1998, pp. 197-198.
5. ↑  (Miller, 1978, p.1025)